# Ferdinand Lindholm
Vilhelm Ferdinand Valdemar Lindholm, född 19 december 1883 i Piteå stadsförsamling, Norrbottens län, död 20 november 1963 i Hedvig Eleonora församling, Stockholm, var en svensk meteorolog.
Lindholm blev i Uppsala filosofie kandidat 1907, filosofie licentiat 1911 och filosofie doktor 1913. Han blev amanuens vid fysiska institutionen där 1908, var assistent för solarundersökningar 1909–1913, blev e.o. meteorolog vid Statens Meteorologiska Centralanstalt i Stockholm 1914 och 1:e statsmeteorolog vid Statens Meteorologisk-Hydrografiska anstalt 1919. Han var föreståndare för fysikalisk-meteorologiska observatoriet i Davos 1926–1929 och blev docent i meteorologi vid Stockholms högskola 1930. Han tilldelades professors namn 1955.
Lindholm var ledamot av militära flygkommissionen 1921 och ledare svenska expeditionen till Spetsbergen under 2:a internationella polaråret 1932–1933. Han genomförde ett flertal studieresor 1919–1932, deltog i expeditionen för strålningsundersökning vid solförmörkelsen i Gällivare 1927, till Muottas Muraigl i Schweiz 1928 och 1929 samt till Gornergrat i samma land 1929. Lindholm är begravd på Östra Ryds kyrkogård.